# Sant'Alessio Siculo
Sant'Alessio Siculo är en ort och kommun i storstadsregionen Messina, innan 2015 i provinsen Messina, i regionen Sicilien i sydvästra Italien. Kommunen hade 1 520 invånare (2017).